# Bajo Solís
La comunidad de Bajo Solís pertenece al corregimiento de Justo Fidel Palacios, Distrito de Tolé, Provincia de Chiriquí, República de Panamá.
Bajo Solís se asienta en el fondo de un llano rodeado de montañas de elevada altitud, en una zona bastante árida, sobre todo en la temporada seca y en la estación lluviosa muestra signos de erosión en el suelo. 
Este pueblo se encuentra a unos 145 km de la ciudad de David, el camino que comunica a Bajo Solís se encuentra en pésimo estado, especialmente en la estación lluviosa donde se vuelve prácticamente intransitable.
El pueblo consta de una escuela construida en la década de los años 90, por lo que presenta un buen estado.
Los servicios públicos básicos, el agua potable se obtiene mediante un acueducto rural donde la toma de agua es un manantial subterráneo, carece de electricidad y telefonía fija.
La economía de Bajo Solís radica en agricultura de subsistencia (granos) y cría de ganado a baja escala (vacas y gallinas). La población en general es de escasos recursos económicos, siendo un elevado porcentaje de la población de origen nögbe-buglé.